# Разъезд 93
Разъезд 93 — упразднённый разъезд (населённый пункт) в Целиноградском районе Акмолинской области Казахстана. Входил в состав сельского округа Луговской. Упразднён в 2017 г. Код КАТО — 116653400.

## Население
В 1999 году население разъезда составляло 34 человека (19 мужчин и 15 женщин). По данным переписи 2009 года, в разъезде проживало 14 человек (6 мужчин и 8 женщин).